# Hászi r-Rmel hibrid naphőerőmű
A Hászi r-Rmel hibrid naphőerőmű Algéria Hászi r-Rmel területe mellett épül. A földgázból és a napból származó hő felhasználását kombinálja. 25 MW teljesítménye lesz a naphőerőműnek, amely tükreinek összfelülete 180 000 m². 130 MW-os teljesítménnyel gázturbinák növelik a teljesítményt, tehát egy kombinált erőműről van szó. A széndioxid-kibocsátást csökkenti a hagyományos erőművekkel szemben.
Az építkezés szerződése 2007. január 5-én lett aláírva. Az erőművet a New Energy Algeria (NEAL) fejleszti.